# Bang-On Balls: Chronicles
Bang-On Balls: Chronicles — компьютерная игра в жанре платформер, разработанная и изданная польской студией Exit Plan Games. Игра была выпущена для Windows и официально стала доступна в Steam 3 марта 2021 года на стадии раннего доступа. Создана по мотивам известного мема Polandball (Countryballs), который возник ещё в 2009 году. В июне 2021 года игру анонсировали на Xbox.
Финальная версия Bang-On Balls: Chronicles должна была выйти в конце 2022 года, однако по итогу была выпущена в октябре 2023 года. По заявлению студии, версия в раннем доступе включала 25 % контента игры и 50 % её функций.

## Игровой процесс
Игра начинается в большом лобби, оформленном в виде киностудии, где бродят шары (кантриболы) с флагами стран. В отдельной комнате можно поставить себе практически любой флаг другой страны (изначально игрок не имеет флага). За каждой запертой дверью, которая открывается с помощью катушек с киноплёнками, собранными в ходе приключений, находятся порталы в другие миры.
Главный герой, которым управляет игрок — круглый шар (кантрибол) с тем или иным флагом, который возможно самостоятельно выбрать. Он умеет катиться, подпрыгивать, разгоняться и бить по предметам и другим шарам. Кроме того, персонаж может с силой ударяться о землю, а также ставить блок, предварительно экипировавшись щитом.
На стадии раннего доступа в игре изначально была доступна только локация Викингов, где игроку за Великобританию (по умолчанию) предстоит с ними сражаться, разрушать их корабли и освобождать пленных англичан. Главным врагом на этой локации является Босс Викингов. При его уничтожении игрок получит крылатый шлем и молот.
Помимо однопользовательского режима, Bang-On Balls: Chronicles поддерживает сетевой мультиплеер до 4 человек.

## Разработка
| Системные требования | Системные требования                                      | Системные требования                                      |
| -------------------- | --------------------------------------------------------- | --------------------------------------------------------- |
|                      | Минимальные                                               | Рекомендуемые                                             |
| Windows              |                                                           |                                                           |
| ОС                   | Windows 10                                                | Windows 10                                                |
| ЦПУ                  | Intel Core i3-8100 или AMD Ryzen 3 1200                   | Intel Core i5-8400 или AMD Ryzen 5 2600X                  |
| Объём ОЗУ            | 6 GB                                                      | 8 GB                                                      |
| Место на диске       | 3 GB                                                      | 3 GB                                                      |
| Видеокарта           | NVIDIA GeForce GTX 660 2GB или AMD Radeon HD 7850 2GB     | NVIDIA GeForce GTX 1060 3GB или AMD Radeon RX 580         |
| Сеть                 | Для активации мультиплеера необходимо интернет-соединение | Для активации мультиплеера необходимо интернет-соединение |

Создание игры, по словам самих разработчиков, было вдохновлено широко известными примерами героев жанра платформер — Марио, Соник, и Banjo-Kazooie. 19 февраля 2021 года был представлен трейлер игры.

## Обновления
В апреле 2021 года для игры было выпущено крупное обновление — «Roman Bath» («Римские бани»), которое добавило подземелье и нового босса, купающегося в ванной. Чтобы войти в подземелье, надо собрать как минимум двух игроков. Для полного прохождения всей локации желательно собрать четырёх игроков.
Обновление, касающееся добавления новой космической локации, было запланировано на последний квартал 2021 года. Оно вышло 3 декабря 2021 года.

## Восприятие
Французский портал о культуре Culturellement Vôtre отметил в игре следующее:
После очень быстрого и хорошего туториала Exit Plan не предлагает нам ни вступительного ролика, ни меню в виде текста или неподвижных кадров, ни прямого погружения на первом уровне игры, но красивое и действительно интересное лобби с появлением съёмочной площадки. <...> Прошли первые секунды, и игровой процесс был «приручён». Мы находим время, чтобы оглянуться вокруг, чтобы получить представление о том, как выглядит окружающая среда, и мы быстро удивляемся её богатству и разнообразию. <...> Лёгкая атмосфера, нотки юмора, отношение и голоса персонажей, сюрпризы: всё сделано для того, чтобы у нас был приятный момент, чтобы мы всегда улыбались.
Портал сделал также акцент на музыке, назвав её эпичной и придающей «весёлый и холодный тон нашему приключению», и отметил разнообразие противников-шариков.